# ラモン・バルデス
ラモン・バルデス（Ramón Gómez Valdés de Castillo ,  スペイン語: Ramón Valdés、1923年9月2日 - 1988年8月9日）は、メキシコの俳優、コメディアン、作曲家、起業家。
「ドン・ラモン（Don Ramón）」の愛称親しまれ、メキシコで最高のコメディアンの1人といわれている。 